# 费孝通
费孝通（1910年11月2日—2005年4月24日），字彝江，江苏吴江人，近代中国社会学家、人类学家、民族学家与社会活动家，被认为是中国社会学和人类学的奠基人之一，其代表作包括《江村经济》、《乡土中国》、《生育制度》等。费孝通曾担任第六届全国政协副主席，第七、八届全国人大常委会副委员长，亦为中华人民共和国的副国级领导人。

## 生平

### 前半生

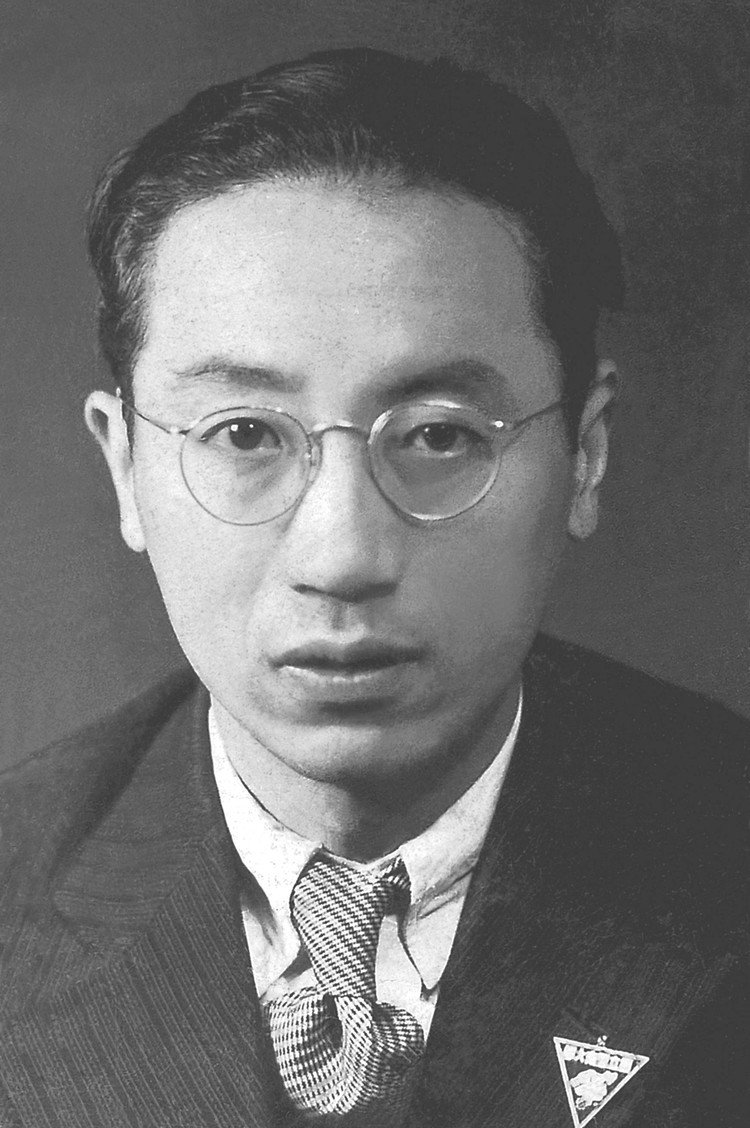
燕京大学时期的费孝通

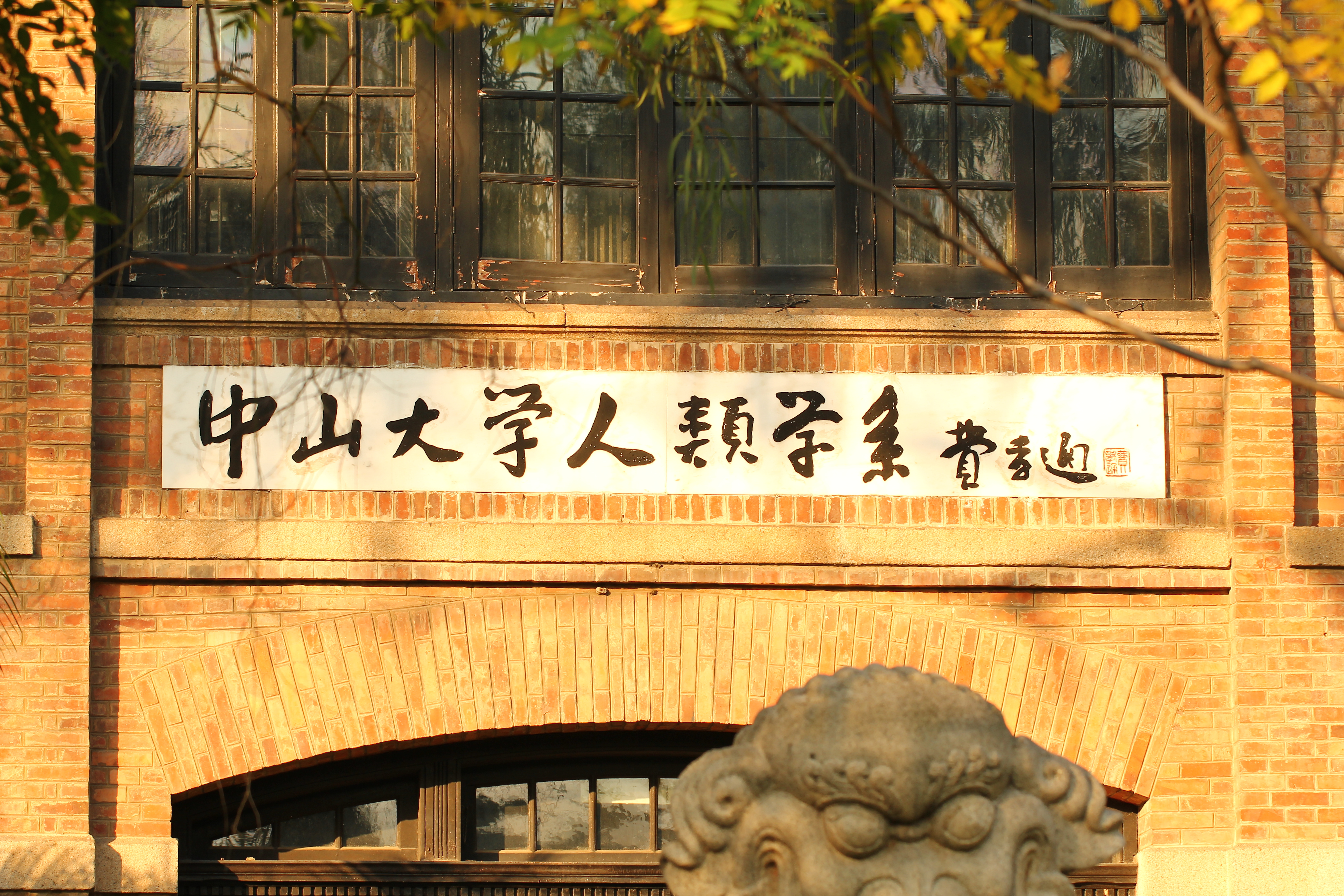
由費孝通所題寫的“中山大学人类学系”。

1910年11月2日出生于苏州市吴江县松陵镇富家桥弄。父亲费璞安因好友张謇的儿子是孝字辈，又曾在张謇邀请下执教南通通州民立师范，遂给小儿子取名孝通。1928年考入東吳大學医学预科，读了一年后，深觉人们最痛苦的不是疾病，而是来自社会所造成的贫穷。要治病人先得治社会。转学去燕京大学，拜吴文藻为师。1932年秋聽羅伯特·E·帕克講課，知道用社會調查來研究社會的方法來自社會人類學，因此想學人類學。
1933年毕业于燕京大学，获社会学学士学位。1935年毕业于清华大学研究生院社会学人类学系。
1936年底赴英国伦敦政经学院学习社会人类学，师从人类学家马林诺夫斯基。1938年获英国伦敦大学博士学位，博士论文为《江村经济》，又译《中国农民的生活》。
1938年夏回到中国，任教于云南大学社会学系，主持云南大学和燕京大学合办的社会学研究室。1939年與孟吟結婚。1940年至1945年任云南大学社会学教授。
1942年，美國政府邀请國內十所大學選一位教授去美訪問。受雲南大學委派，費孝通1943年夏天離開，在美國住了一年。當時他的主要任務是把《Earthbound China》寫完，同時有開始積累關於美國的觀察和心得，後來編成《初訪美國》（1945年出版）、《美國人的性格》（1947年）兩書。
1945年参加中国民主同盟，投身于民主运动。同年起，历任西南联大教授，清华大学教授、副教务长。1945年至1952年任清华大学副教务长、社会学教授。
1950年到1952年任中央民族访问团中南访问团代理团长；兼任广西分团团长（副团长黄现璠、陈岸等）。
1952年至1957年任中央民族学院副院长、中国科学院哲学社会科学学部委员。1957年起任中央民族学院人类学教授。

### 失去的二十年
1957年3月24日发表了《知识分子的早春天气》。6月26日中央發出《關於打擊孤立資產階級右派分子的指示》，費孝通被劃為右派。7月，以“向人民服罪”为题发言，自我揭发和批判。
8月，在中国民主同盟中央第六次擴大整風座談會上「揭發」羅隆基，因為《知識份子的早春天氣》一文深受羅隆基觀點的影響，指控他「做的三次關於知識份子問題的發言，是公開挑撥知識份子和黨的關系，拉攏落後知識份子，宣傳抗拒思想改造的方針，煽動反黨情緒，而且發出向黨進攻的號令。”
1966年9月1日在中央民族学院和老师吴文藻、潘光旦等教授被批斗、带出去劳动。1967年6月10日目击潘光旦死亡。
1978年至1982年任中国社会科学院民族研究所副所长。1979年春节过后，胡乔木要费孝通出面主持恢复中国社会学的工作。1979年起任中国社会学学会会长。
1980年平反，在最高人民法院特别法庭审判林彪、江青反革命集团案擔任审判员。

### 改革开放后
1980年至1982年任中国社会科学院社会学研究所所长。
1982年起任北京大学社会学系教授。
1982年至1995年，11次到内蒙古考察。
1982年至1985年任中国社会科学院社会学研究所名誉所长。
1983年至1988年任第六屆中國人民政治協商會議全國委員會副主席。
1985年任北京大学社会学研究所所长。1988年提出“中华民族多元一体格局”理论。
1988年至1998年任第七、八屆全國人民代表大會常務委員會副委員長。
1989年六四事件学生静坐示威高潮之际，费孝通同多名知识分子联名上书邓小平，要求和平理性处理示威，希望接纳学生的意见。后同阎明复一起，召开知识分子会议。根据《人民日报》报道，解放军清场后，费孝通以15名人大常委会副委员长之一的身份「慰问执行戒严任务的解放军、武警官兵和公安干警」。

### 逝世
2005年4月24日費孝通在北京逝世，享年95歲。費孝通的母校清華大學发唁电代表全體師生表示悼念。其生前執教的北京大学社会学系亦设灵三日悼念。4月29日，费孝通遗体送别仪式在北京八宝山革命公墓举行，时任党和国家领导人胡锦涛、温家宝、贾庆林、曾庆红等参与送别仪式。后葬于苏州市吴江区松陵公园。

## 纪念
2010年，费孝通江村纪念馆建成开馆作为其学术开端的纪念。

## 評價
- 費孝通在中國大陸學術界及民間享有相當高的聲譽，被視為自郭沫若之後中國大陸學者中享受過官方最高禮遇、擔任過最高官職而備受朝野尊崇的人物，他曾擔任全國人大常委會副委員長、政協副主席，去世時被官方高度評價，稱其為「中国民主同盟的卓越领导人、中国共产党的亲密朋友」，民间亦称他为「中国最后的士大夫」。[20][21][22]
- 美國歷史學家、費孝通學術傳記的作者大衛·阿古什[23]評價他為「中國農民的代言人」（Plaintiff for the Chinese Peasants）。[24]
- 《紐約時報》稱費孝通為「傑出的政治分析家」(eminent Chinese political analyst）、「傑出的社會學家」。《時代》雜誌稱他為「社會學教授、中國最尖銳的政治評論家之一」。[24][25]

- 中國经济学家、自由派学者苏绍智对费孝通的学术地位表示肯定，但对他晚年一味替当局说话的立场不无微词。[26]
- 曾经在学生时代听过费孝通讲座的澳门大学学者程惕洁回忆在谈到费孝通对中国社会学学科的贡献时，提到使费孝通早年一举成名天下知的《江村经济》一书，他亦表示，费孝通晚年的学术思想未能与时俱进；对此，人们大可不必为尊者讳。[26]

## 奖项和荣誉

### 奖项
1980年在美国丹佛获国际应用人类学会马林诺夫斯基名誉奖，并被列为该会会员。1981年在英国伦敦接受英国皇家人类学学会颁发的赫胥黎奖章。1988年在美国纽约获大英百科全书奖。1993年在日本福冈获福冈亚洲文化奖。 1994年获拉蒙·麦格塞塞奖。

### 荣誉
1982年被英国伦敦大学经济政治学院授予荣誉院士称号。

## 论著
费孝通著述浩繁，其作品《乡土中国》和《江村经济》以及晚年《中华民族多元一体格局》是研究中国经济、社会和文化的必读之书，他的主要论著收入《费孝通文集》（群言出版社）、《费孝通全集》（内蒙古人民出版社）。
- Peasant Life in China（1939年，该书译为江村经济）
- 《禄村农田》（1943年）
- . University of Chicago Press. 1945年. ISBN 978-0-226-23955-2.
- 《中国绅士》（1945年）
- 《初访美国》（1945年）
- 《内地农村》（1946年）
- 《美国人的性格》（1947年）
- 《生育制度》（1947年）
- 《乡土中国》（1948年）
- 《乡土重建》（1948年）
- . New World Press. 1981年. ISBN 978-0835109130.
- 《访美掠影》（1980年）
- Chinese Village Close-up（1983年）
- 《从事社会学五十年》（1983年）
- 《小城镇四记》（1985年）
- 《费孝通社会学论文集》（1985年）
- 《费孝通社会学文集》（1985年）
- Small Towns in China（1986年）
- 《记小城镇及其他》（1986年）
- 《边区开发与社会调查》（1987年）
- 《费孝通民族研究文集》（1988年）
- 《行行重行行》（1989年）
- 《费孝通文集》（1999年）
- 《中华民族多元一体格局》（1989年）
- 《费孝通散文》（1999）
- 《费孝通在2003 : 世纪学人遗稿》（2005年）
- 《民主•宪法•人权》（1946年）

## 家庭
外祖父杨敦颐是乡绅，父亲费璞安曾留学日本后回国办学，母亲杨纫兰毕业上海务本女校后回乡办幼儿园，母亲兄弟包括政治家杨千里（香港导演及作词人易文之父），建筑师杨锡镠，动画制作人杨左匋以及企业家杨锡仁。大哥费振东，二哥费青，三哥费霍，姐姐费达生。第一任妻子是燕京大学学妹王同惠，但新婚108天去广西大瑶山考察时，费孝通误中捕兽陷阱，王同惠独自下山求援時遇难。第二任妻子是孟吟。

## 言论
- “文革”结束后，费孝通曾说：“我非常遗憾我从未达到真正理解中国社会的水平。我不愿为自己辩护，去指出我的限制是出于我不可避免的遭遇。我失去了20年（47岁到70岁，是23年）的专业生命，最好的年份，否则我可能做得好一些。”[6]
- 费孝通临終前一兩年评价自己一生功過，坦誠自己作為「走安全路線」的知識分子領頭人物「實際上是帶頭改造。我講完了，大家知道應當講些什麼，成了樣本。所以要問我現在的功過，這是很大的過。」「我覺得很懂了，應當怎樣說話，怎樣批判，我有一套東西的。我要做樣子出來讓大家都這麼做，示范性的」，表示「這個我一直到現在都認為我有罪的，我對知識分子不起。」。他亦对自己一生经历的改朝换代作出总结：一個政權，“失民心是從失掉知識分子開始的”。[21]

## 軼事
晚年費孝通對別人說，他的初戀是楊絳，害得楊先生一再強調：「費的初戀不是我的初戀」。郎有情而妹無意。

## 延伸閱讀
- R. David Arkush著，董天民譯：《費孝通傳》（鄭州：河南人民出版社，2006）。